# روبي كوهن
روبي كوهن هو سياسي أمريكي، ولد في 25 مارس 1911 في نيويورك في الولايات المتحدة، وتوفي في 21 فبراير 1999 في كولتشستر في الولايات المتحدة. انتخب عضو مجلس نواب كونيتيكت ‏.